# Lophoplax sextuberculata
Lophoplax sextuberculata is een krabbensoort uit de familie van de Pilumnidae. De wetenschappelijke naam van de soort is voor het eerst geldig gepubliceerd in 1984 door Takeda & Kurata.